# Fullarmor
FULLARMOR（フルアーマー）は日本のインストゥルメンタル・ロックバンド。雑誌掲載時などは全て大文字で表記されることが多い。

## 概要
FULLARMORはストレイテナー、LITE、Nothing's Carved In Stoneなどのメンバー４人で構成されるインスト・バンド。結成当初は日向、ホリエ、大喜多の3ピースバンドだったが、2006年に井澤が加入してツインベースの4人組編成となった。
音源は全て彼らの自主レーベル・Lion5recordsによる制作。コンセプトは、「音楽はストイック、他は緩く」。
ホリエアツシがEMI（結成当時）専属ボーカリスト・ギタリストである関係上、ボーカル曲はリリース時点では全てシンセサイザのみのアレンジとなる。

## 来歴
2002年12月、私的な席上で日向、ホリエ、大喜多の3人で結成。
2003年、最初のアルバム『FULLARMOR』をハイラインレコーズ限定で販売。全4曲の録りからミックスまでを丸一日で仕上げるというハードな進行だった。以後、メンバー多忙のため2年間活動を休止。
2006年末、LITEのベーシスト井澤が加入。
2007年7月、4年ぶりに7曲入りのアルバム『ZION』をリリース。同年ワンマンツアーを行う。
2008年3月、ミニアルバム『CATARACT』発表。4月から5月にかけ東京UNITを始め、名古屋、大阪、新潟を回るリリースツアーを成功させ、Rush Ball☆10などのイベントにも参加。Lion5recores主催のEventus66を6月に東京・ユニットで開催。2009年より一度活動休止状態に。
2014年7月、約6年ぶりにライブに出演し活動再開。再始動ワンマンライブを開催し、whitewhitesistersツアーアクト、他イベントにも参加。
2015年、6年ぶりとなる配信限定のシングル「DEPARTURE」をリリース。これまでは井澤とのツインベースの編成だった日向が今回はギターを手にしたところから制作をスタート。

## メンバー
日向秀和
Bass, E.Guitar, A.Guitar担当。
ストレイテナー、Nothing's Carved In Stone、EOR（Entity of Rude）、killing Boyのメンバー。
井澤惇
Bass担当。
LITEのメンバー。
ホリエアツシ
Synthesizer担当。
ストレイテナー、entのメンバー。
大喜多崇規
Drum担当。
Nothing's Carved In Stone、元ズボンズのメンバー。

## ディスコグラフィー

### 配信限定シングル
- DEPARTURE（2015年5月13日）

## ミュージックビデオ
| 監督     | 曲名                            |
| 小嶋貴之 | 「華厳-kegon-」「Money & Game」 |
| 不明     | 「ELEPHANT KING」               |

## 主なライブ
- 2007年03月24日 - New Audiogram ver. 1.1
- 2007年07月16日 - HIGH LINE RECORDS 10th ANNIVERSARY ～10年目の夏～
- 2008年05月24日 - RUSH BALL★10
- 2008年06月06日 - Lion5 RECORDS presents "EVENTUS66"
- 2014年03月30日 - SOUND SHOOTER vol.9
- 2014年07月01日 - FULLARMOR再始動ワンマンライブ「NEW DEPARTURE」
- 2014年11月13日 - EROFES Extra
- 2015年05月13日 - shelter presents this is Alternative #2
- 2015年08月15日 - RISING SUN ROCK FESTIVAL 2015 in EZO
- 2015年09月20日 - GAMA ROCK FES 2015